# Бядач (Опольський повіт)
Бядач (пол. Biadacz, нім. Kreuzwalde in Oberschlesien) — село в Польщі, у гміні Лубняни Опольського повіту Опольського воєводства.
Населення — 699 осіб (2011).

## Демографія
Демографічна структура станом на 31 березня 2011 року:
|          | Загалом | Допрацездатний вік | Працездатний вік | Постпрацездатний вік |
| -------- | ------- | ------------------ | ---------------- | -------------------- |
| Чоловіки | 306     | 38                 | 226              | 42                   |
| Жінки    | 393     | 60                 | 237              | 96                   |
| Разом    | 699     | 98                 | 463              | 138                  |